# Aranyosapáti, Szabolcs-Szatmár-Bereg
Aranyosapáti  este un sat în districtul Vásárosnamény, județul Szabolcs-Szatmár-Bereg, Ungaria, având o populație de 2.068 de locuitori (2011). 

## Demografie
Componența etnică a satului Aranyosapáti
     Maghiari (69,86%)
     Romi (29,91%)
     Ucraineni (0,23%)
Componența confesională a satului Aranyosapáti
     Reformați (34,77%)
     Greco-catolici (22,63%)
     Romano-catolici (17,99%)
     Fără religie (5,61%)
     Necunoscută (19%)
     Alte religii (2,85%)
Conform recensământului din 2011, satul Aranyosapáti avea 2.068 de locuitori. Din punct de vedere etnic, majoritatea locuitorilor (69,86%) erau maghiari, cu o minoritate de romi (29,91%). Nu există o religie majoritară, locuitorii fiind reformați (34,77%), greco-catolici (22,63%), romano-catolici (17,99%) și persoane fără religie (5,61%). Pentru 19,0% din locuitori nu este cunoscută apartenența confesională.